# Sungai Batu Apoi
Sungai Batu Apoi är ett vattendrag i Brunei. Det ligger i den nordöstra delen av landet. Floden mynnar i Sungai Temburong.
I omgivningarna runt Sungai Batu Apoi växer i huvudsak städsegrön lövskog. Tropiskt regnskogsklimat råder i trakten.